# Urdos
Urdos – miejscowość i gmina we Francji, w regionie Nowa Akwitania, w departamencie Pireneje Atlantyckie.
Według danych na rok 1990 gminę zamieszkiwały 162 osoby, a gęstość zaludnienia wynosiła 4 osoby/km² (wśród 2290 gmin Akwitanii Urdos plasuje się na 1014. miejscu pod względem liczby ludności, natomiast pod względem powierzchni na miejscu 170.).